# 雷威克 (肯塔基州)
雷威克（英語：Raywick）是一個位於美國肯塔基州馬里昂縣的城市。

## 地方資料
根據2020年美國人口普查的數據，雷威克的面積為2.37平方千米，當中陸地面積為2.32平方千米，而水域面積為0.05平方千米。當地共有人口155人，而人口密度為每平方千米65.4人。